# Чистей
Чистей (рум. Cistei) — село у повіті Алба в Румунії. Входить до складу комуни Міхалц.
Село розташоване на відстані 267 км на північний захід від Бухареста, 18 км на північний схід від Алба-Юлії, 66 км на південь від Клуж-Напоки.

## Населення
За даними перепису населення 2002 року у селі проживали 638 осіб.
Національний склад населення села:
| Національність | Кількість осіб | Відсоток |
| -------------- | -------------- | -------- |
| румуни         | 619            | 97,0%    |
| цигани         | 19             | 3,0%     |

Рідною мовою назвали:
| Мова      | Кількість осіб | Відсоток |
| --------- | -------------- | -------- |
| румунська | 626            | 98,1%    |
| циганська | 12             | 1,9%     |